# Absolutely No Decorum
Absolutely No Decorum är en låt skriven av Ola Salo. Den kommer från The Arks album Prayer for the Weekend och blev endast tillgänglig som singel genom nedladdning. Singeln nådde som högst en 26:e-plats på den svenska singellistan.
Vecka 5 tog sig låten in som listetta på radioprogrammet Tracks där dess listframgångar ledde till att den blev årets största hit på Tracks. Hela låten framfördes för första gången på "P3 Guld"-galan i januari 2007. Melodin testades även på Svensktoppen där den låg på listan i åtta veckor under perioden 18 februari-8 april 2007, innan den slogs ut, och låg som bäst på fjärde plats.

## Listplaceringar
| Lista (2007) | Topplacering |
| ------------ | ------------ |
| Sverige      | 26           |

### Fotnoter
1. ↑  ”Tracks”. 27 februari 2007. http://sverigesradio.se/p3/tracks/a07melodi.stm. Läst 22 maj 2011.
2. ↑  ”Svensktoppen”. 18 februari 2007. http://sverigesradio.se/sida/topplista.aspx?programid=2023&date=2007-02-18. Läst 22 maj 2011.
3. ↑  ”Svensktoppen”. 8 april 2007. http://sverigesradio.se/sida/topplista.aspx?programid=2023&date=2007-04-08. Läst 22 maj 2011.
4. ↑  ”Svensktoppen”. 15 april 2007. http://sverigesradio.se/sida/topplista.aspx?programid=2023&date=2007-04-15. Läst 22 maj 2011.
5. ↑  Swedishcharts - Absolutely No Decorum på den svenska singellistan